# Honor 10
Honor 10 — смартфон компанії Huawei під брендом Honor. Телефон був представлений в Китаї 15 квітня 2018 року, світова презентація відбулася в Лондоні 15 травня 2018 року. Honor 10 позиціюється як топова модель. За зовнішнім виглядом та багатьма технічними характеристиками апарат схожий на Huawei P20.

## Зовнішній вигляд
Передня та задня поверхня корпусу Honor 10 виконані зі скла, по периметру — металева вставка.
В Україні представлений у 4 кольорах: чорний (Midnight Black), синій (Phantom Blue), зелений (Phantom Green), сірий (Glacier Grey).
Задня поверхня телефону має градієнтне забарвлення та покриття з ефектом «Полярне сяйво»

## Апаратне забезпечення
Honor 10 побудований на базі Hisilicon Kirin 970. Включає чотири ядра Cortex A73 по 2.36 ГГц і чотири ядра Cortex-A53 по 1.8 ГГц. Графічний процесор Mali-G72 MP12.
Об'єм внутрішньої пам'яті може складати склав 64 Гб або 128 Гб, оперативної — 4 ГБ. Карта пам'яті не передбачена.
Телефон отримав Full HD+ екран діагоналлю 5.84 дюйма з розділовою здатністю 1080x2280 пікселів. Щільність пікселів — 432 ppi. Співвідношення сторін — 19:9. Захист — Corning Gorilla Glass.
Два модулі основної камери — 24 та 16 мп з діафрагмою f/1.2 та LED спалахом. Фронтальна камера — 24 МП, об'єктив f/2.0.
Незнімний акумулятор місткістю 3400 мА/г, підтримує функцію швидкісного заряджання (50 % за 24 хвилини).
Телефон заряджається через інтерфейс USB Type-C й може сам заряджати інші пристрої за допомогою перехідника OTG.

## Програмне забезпечення
Honor 10 працює на базі операційної системи 8.1 (Oreo) з графічною оболонкою EMUI 8.1.
Передача даних: GSM, HSDPA, LTE Cat.
Інтерфейси: Wi-Fi a/b/g/n/ac DualBand, Bluetooth 4.2 BLE, aptX/aptXHD/LHCD.
Смартфон отримав такі сенсори: датчик наближення, датчик освітленості, цифровий компас, акселерометр, гіроскоп, сканер відбитків пальців.
Ціна в магазинах України — від 6999 грн.

## Honor 10 GT
Honor 10 GT — версія Honor 10 з обємом оперативної пам'яті на 8 ГБ а також з технологією GPU Turbo (GT), яка покращує продуктивність графічного процесора. Смартфон був представлений 3 липня 2018 року.